# Daniel Minea
Daniel Minea (* 26. Dezember 1961 in Călărași) ist ein ehemaliger rumänischer Fußballspieler.

## Karriere
Minea spielte von 1980 bis 1983 zunächst das erste Mal für Steaua Bukarest in der Divizia A, der seinerzeit höchsten Spielklasse im rumänischen Fußball.
Anschließend, von 1983 bis 1988, spielte er für den Ligakonkurrenten FC Olt Scornicești, bevor er von Scornicești nach Bukarest zurückkehrte. Von 1988 bis 1991 spielte er erneut für Steaua Bukarest. Da der Verein in der Vorsaison als Meister diese abgeschlossen hatte, nahm er am Wettbewerb um den Europapokal der Landesmeister 1988/89 teil. Minea wurde im Halbfinalrückspiel am 19. April in Izmir beim 1:1-Unentschieden gegen Galatasaray Istanbul und im Finale am 24. Mai 1989 im Camp Nou gegen den AC Mailand eingesetzt, gegen den seine Mannschaft vor 97.000 Zuschauern mit 0:4 unterlegen war. Im Wettbewerb um den Europapokal der Pokalsieger kam er in den jeweiligen Hin- und Rückspielen der 1. und 2. Runde gegen Glentoran FC aus Nordirland und den HSC Montpellier aus Frankreich zum Einsatz; als unterlegener Pokalfinalist gegen Dinamo Bukarest (1:0-Sieg im Hinspiel am 29. Juni 1989 in Brașov; 4:6-Niederlage im Rückspiel am 2. Mai 1990 in Bukarest) und der Teilnahme des Siegers, der zugleich Meister geworden, am Landesmeisterpokalwettbewerb, kam es dazu.
1991 begab er sich erstmals ins Ausland und bestritt bis 1996 für den belgischen Zweitligisten Sint-Niklase SKE Punktspiele. In einem Teilnehmerfeld von 18 Mannschaften belegte er mit seiner Mannschaft am Ende seiner letzten Saison den 16. Platz; das Relegationsspiel gegen den Drittligisten FC Denderleeuw wurde mit 0:4 verloren – verbunden mit dem Abstieg.
Im Wettbewerb um den nationalen Vereinspokal kam er 1991/92 in vier Spielen zum Einsatz; im Viertelfinalrückspiel gegen den KAA Gent am 8. April 1992 schied er nach der 0:2-Niederlage aus diesem aus.

## Erfolge
- Finalist Europapokal der Landesmeister 1989
- Rumänischer Pokal-Finalist 1989